# Kostopol (stacja kolejowa)
Kostopol (ukr. Костопіль, ros. Костополь) – stacja kolejowa w miejscowości Kostopol, w rejonie rówieńskim, w obwodzie rówieńskim, na Ukrainie. Położona jest na linii Równe – Baranowicze – Wilno.
Stacja powstała w XIX w. na drodze żelaznej wileńsko-rówieńskiej. W 1929 ze stacji poprowadzono bocznicę do kamieniołomów bazaltu w Janowej Dolinie, obecnie już nieistniejącą.